# HD172403
HD172403 — хімічно пекулярна зоря спектрального класу B9, що має видиму зоряну величину в смузі V приблизно  8,5.
Вона  розташована на відстані близько 11648,4 світлових років від Сонця.

## Пекулярний хімічний склад
Зоряна атмосфера HD172403 має підвищений вміст 
Si
.